# Túbulo proximal
Los túbulos proximales forman parte de la nefrona renal, sistema que inicia en el extremo renal de la cápsula de Bowman hasta el inicio del asa de Henle. Mide aproximadamente 15 mm de largo y 55 nanómetros de diámetro. Sus paredes están compuestas por una sola capa de células cúbicas (epitelio cúbico simple). Estas células tienen en el lado luminal microvellosidades ampliamente desarrolladas denominadas «borde en cepillo que proporciona una superficie de área muy extensa para la función principal del túbulo proximal: la reabsorción. Ésta consiste en absorber parte de los nutrientes filtrados de vuelta a la sangre y dejar que el ultrafiltrado siga en el asa de Henle.
El túbulo proximal reabsorbe entre el 40 y el 60 % del ultrafiltrado glomerular. La glucosa y los aminoácidos son reabsorbidos prácticamente en su totalidad a lo largo del túbulo proximal, especialmente en los segmentos iniciales (S1 y S2), a través de enzimas específicos cotransportadores con sodio.
En el túbulo proximal se reabsorbe también entre el 60 y el 70 % del potasio (K) filtrado y el 80 % del bicarbonato(HCO3). En cuanto al agua y la sal —cloruro sódico, formado por sodio (Na) y cloro (Cl)— son reabsorbidos de forma más variable según las necesidades de regulación del volumen corporal; se reabsorben en proporciones isosmóticas, de modo que la osmolaridad del líquido tubular permanece igual a la del plasma durante todo su recorrido. El sodio se reabsorbe tanto de forma pasiva como activamente a través de múltiples transportadores. El cloro (Cl) es reabsorbido principalmente de forma pasiva en el último segmento (S3) del túbulo proximal, por gradiente químico y eléctrico, pero también de forma activa por un contratransportador cloro-formato. El agua se reabsorbe pasivamente de forma paracelular, por ósmosis.
Hay varios mecanismos que intervienen en el intercambio iónico:
- Bomba sodio-potasio ATPasa: situada en la membrana basolateral, hacia los vasos y el intersticio. Esta bomba saca tres iones de sodio de la célula hacia el intersticio y mete dos iones de potasio. Este intercambio provoca el funcionamiento de un antitransportador sodio-hidrogenión.
- El antitransportador sodio-hidrogenión se localiza en la membrana apical, situada hacia la luz tubular, e introduce los iones sodio (demandados por la actividad de la bomba anterior) intercambiándolos con protones. Estos protones se combinarán con iones bicarbonato de la luz tubular y dan lugar a dióxido de carbono.
- La anhidrasa carbónica une el bicarbonato a los hidrogeniones para formar CO2 y agua. Estos difunden al interior de la célula a través de la membrana apical. Parte del CO2 pasará a la sangre y, otra parte, se combina con agua del interior celular, dando de nuevo gracias a la anhidrasa carbónica, ácido carbónico. Dicho ácido se ionizará en ion bicarbonato que pasa a la sangre y en protones,los cuales son utilizados por el antitransportador Na-H descrito anteriormente.
- Finalmente, habrá un paso de iones de cloro por medio de difusión paracelular, sin intervención de canales ni bombas, y transcelular, intercambiándose por formato. El paso está facilitado por el hecho de que la reabsorción del sodio en la parte inicial del túbulo genera una diferencia de potencial, haciendo que la luz tubular sea más negativa por las cargas de cloro. Esta diferencia tiende a compensarse mediante la reabsorción de cloro (Cl), que difunde por gradiente eléctrico.